# John Campbell-Jones
Michael John Campbell-Jones (Leatherhead, Surrey, Inglaterra, 21 de janeiro de 1930 – 24 de março de 2020) foi um automobilista britânico nascido na Inglaterra que participou de 3 Grandes Prêmios de Fórmula 1.